# みたらしの池
みたらしの池（みたらしのいけ）は、千葉県白井市白井にある池である。

## 概要
「みたらしのいけ」が転じて「白井」の地名の起こりとなったとも言われ、白井市指定史跡となっている。かつては、五穀豊穣や眼病に効果があると信じられており、池の水で眼を洗う者や、近隣の鳥見神社の祭礼では、池の水で炊飯した米を供えたりしたという。

## みたらしさま
また、池畔には「みたらしさま」と呼ばれる弁財天の社がある。この神社の創建年代等については不詳であるが、こちらも「みたらしの池」と同様に古くから信仰されている。

## 所在地
- 千葉県白井市白井317